# Gerda von Zobeltitz
Gerda von Zobeltitz (9 juin 1891 à Rixdorf, Berlin - 29 mars 1963 à Berlin) est une modiste allemande. Elle est aussi une des premières personnes trans connues à l'époque du second Reich et de la République de Weimar.

## Biographie

### Famille et enfance (1891-1912)
Zobeltitz descend d'une famille noble du même nom, quoi que sa branche ait « quelque peu perdu en prestige social au cours de la dernière génération ». Son père est sellier.

### À la recherche d'unTransvestitenschein: 1912-1916
La majorité des informations sur la vie de Gerda von Zobeltitz pendant cette période vient des documents administratifs (y compris un rapport médical écrit par Ernst Burchard et Magnus Hirschfeld) liés à la demande d'un certificat de travestissement.
Pendant la deuxième moitié du mois de janvier 1912, Zobeltitz entre en contact épistolaire avec le médecin et pionnier de la sexologie Magnus Hirschfeld, qui était déjà connu pour ses recherches sur le travestissement. Zobeltitz lui rend visite pour des consultations, d'abord en habits d'homme, puis de femme. Ces discussions avec Hirschfeld, et peut-être la rencontre avec d'autres travestis, lui donne la confiance en elle de se présenter publiquement en habits de femme, ce qui mène à une arrestation le 26 février 1912.
Vers juin 1912, Hirschfeld et son collègue Ernst Burchard écrivent un rapport à l'intention des autorités, dans lequel ils s'appuient sur les théories d'Hirschfeld pour soutenir que le travestissement de Zobeltitz n'est ni un signe de criminalité, ni une maladie, mais une nécessité vitale. Le 12 novembre 1912, Zobeltitz fait une demande d'autorisation officielle de porter des vêtements de femmes auprès du Polizeipräsident de Berlin Traugott von Jagow. Un Transvestitenschein (certificat de travestissement) lui est accordé le 5 mars 1913, sous condition qu'elle n'attire pas l'attention en public. Il s'agit du troisième Transvestitenschein attesté. La presse s'en fait l'écho : au moins six journaux berlinois rapportent la nouvelle, et un journal viennois écrit un article sur la question,.
Au début du mois de juin 1914, Zobeltitz est de nouveau arrêtée parce qu'elle portait des vêtements trop remarquables, qui attiraient l'attention des passants et causaient des attroupements. Les autorités émettent un avertissement, selon lequel le certificat de travestissement pourra lui être retiré si elle répète ce genre de comportement.
En 1914, Zobeltitz doit se présenter devant l'armée dans le cadre de la conscription pour la Première Guerre mondiale; elle s'y rend en habits de femme. Elle est ainsi dispensée de servir dans l'armée, la présence de travestis représentant aux yeux des autorités un trop grand risque pour le moral des troupes.
En 1916, le grand-oncle de Zobeltitz, Hanns von Zobeltitz, demande aux autorités d'annuler le Transvestitenschein. Il soutient que parce que Gerda appartient à une branche mineure de sa famille, sa propre réputation est entachée par les articles de presse qui mentionnent son nom. Il insiste également sur le fait que Zobeltitz se promène avec des vêtements remarquables, et qu'elle s'est récemment mariée, attirant de sorte une fois de plus l'attention de la presse. En effet, Zobeltitz s'était mariée à la fin du mois d'août 1916 avec une actrice, et deux articles de presse avaient mentionné le mariage « en habits de femme »,; il n'est pas certain que le mariage ait eu des effets légaux. À la fin de l'année, Zobeltitz se voit retirer son certificat de travestissement.

### Investissement dans la sous-culture gaie (1917-1933)

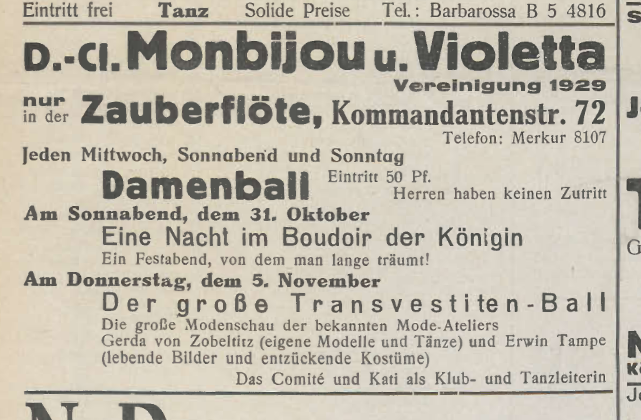
Gerda von Zobeltitz apparaît comme danseuse sur cette publicité pour un "grand bal travesti" aux clubs Monbijou et Violetta, en 1931.

Pendant les années 1920, Zobeltitz se rapproche de la sous-culture homosexuelle et travestie berlinoise. En décembre 1920, une annonce indique qu'elle apparaîtra comme danseuse au cours d'un événement au Pan-Diele (Bülowstrasse 105); elle y est décrite comme « le phénomène de Berlin ». Le 12 mars 1921, elle danse sur Das Lila Lied au cours d'un bal (« Das Fest der Fantasie ») au City-Hotels (Dresdener Strasse 52-53. En 1931, elle apparaît encore comme danseuse dans une publicité pour un « grand bal travesti » aux clubs lesbiens Violetta et Monbjiou.
Le 5 juillet 1930, le groupe local du Bund für Menschenrecht organise un événement festif auquel ne sont pas invités les travestis. Von Zobeltitz s'y rend malgré tout. La nuit mènera à une altercation avec la police qui fera parler dans les journaux berlinois, plus tard nommé l'« émeute de Rauchfangswerder ». Le président du Bund für Menschenrecht Friedrich Radszuweit, faisant face à des accusations selon lesquelles la présence de travestis avait « provoqué » les policiers, devra exprimer publiquement qu'elle était la seule présente, ajoutant que « Ce travesti vit depuis plusieurs années comme femme [...] ».

### Sous le Troisième Reich (1933-1945)
Pendant le Troisième Reich, von Zobeltitz continue de s'habiller en femme ; peut-être protégée par son nom de noble, elle n'est apparemment pas arrêtée par la police. Elle travaille en tant que modiste dans un appartement qui lui sert aussi d'atelier (Lehderstraße 65). Elle se maria à trois reprises ; il s'agit à chaque fois de mariages d'intérêts dans lesquels von Zobeltitz cherche un apport financier et offre en échange le prestige de son nom; aucun mariage ne dure plus de quelques mois.

### L'Après-Guerre (1945-1963)
Après la guerre, von Zobeltitz continue de vivre au 65, Lehderstrasse et garde le même métier ; les vêtements qu'elle confectionne sont vendus au marché par sa soeur Ella. Elle continue de porter des vêtements féminins, qui suffisent à ce qu'elle soit perçue comme femme dans l'espace public. Une anecdote raconte qu'à un voisin qui lui aurait demandé « Alors, Georg, comment ça va? » elle aurait répondu: « Idiot! Tu ne vois pas qu'aujourd'hui je suis Greta? ».
A la fin des années 1940, Zobeltitz épouse Margarethe Piorreck (née en 1906) et quitte Weissensee pour la première fois de sa vie; elle s'installe à Halensee, dans le quartier de Charlottenburg.
Gerda von Zobeltitz, dont la vue est probablement amoindrie par son travail, meurt dans un accident de voiture le 19 mars 1963.

## Sources

### Livres et articles
- Jens Dobler: Von anderen Ufern. Geschichte der Berliner Lesben und Schwulen in Kreuzberg und Friedrichshain. Bruno Gmünder Verlag, Berlin 2003,  (ISBN 978-3-86187-298-6), p. 75.
- Katja Koblitz: „In ihm hat die Natur das berühmte dritte Geschlecht geschaffen“. Gerda von Zobeltitz, ein Transvestit aus Weißensee. In: Sonntags-Club (Hrsg.): Verzaubert in Nord-Ost. Die Geschichte der Berliner Lesben und Schwulen in Prenzlauer Berg, Pankow und Weißensee. Bruno Gmünder Verlag, Berlin 2009,  (ISBN 978-3-86787-135-8), pp. 58–80.
- Landesstelle für Gleichstellung – gegen Diskriminierung: Gerda von Zobeltitz. In: Persönlichkeiten in Berlin 1825–2006, pp. 82 ff.